# Bergprivileg
Als Bergprivileg, Bergbauprivileg, Berg-Privileg oder Bergbau-Privileg werden verschiedene Sonderstellungen für den Bergbau bezeichnet. Die Gewährung von Vorrechten sollte den Bergbau voranbringen. Sie waren in fast allen europäischen Staaten, in denen Bergbau getrieben wurde, vorhanden. Mit der Privatisierung des Bergbaus wurden die Privilegien für den Bergbau eingestellt.

## Grundlagen und Geschichte
Der erhöhte Bedarf an Metallen, insbesondere Edelmetallen wie Silber, erforderte im Laufe des zweiten Jahrtausend in den einzelnen Staaten eine immer größer werdende Zahl an Bergleuten. Diese Facharbeiter waren in vielen Staaten gesucht. Um genügend Bergleute zur Gewinnung der Bodenschätze ins Land zu holen, wurden in den jeweiligen Ländern Bergfreiheiten erlassen. Aufgrund derer wurden die Bergleute, die Gewerken und die Städte, in denen Bergbau stattfand, mit Sonderrechten ausgestattet. Diese Privilegien waren je nach Region unterschiedlich ausgestattet. Die Wichtigkeit der Bergleute in der damaligen Zeit und ihre besondere Stellung ist im Schwazer Bergbuch zum Bergbau im mittleren 16. Jahrhundert bei Schwaz (Tirol) zu lesen:

„Die Bergleute sind besondere Personen, weil sie die verborgenen Schätze und Gottesgaben aufsuchen und erbauen. Sie müssen daher auch besondere Gaben, Rechte, Freiheiten und Gerichte haben.“

Allerdings lockten die Bergbauprivilegien auch Personen wie Tagelöhner oder gewöhnliche Handwerker, die keine Erfahrung in der bergmännischen Arbeit hatten, an, was letztendlich zu einer mangelhaften Bearbeitung der Lagerstätten führte. Die Tätigkeiten der im Bergbau tätigen Handwerker wurden von den staatlichen Bergbeamten mit großem Argwohn betrachtet und sehr kritisch bewertet. Die Verschuldung der Bergwerksbetreiber führte im Laufe des 17. und 18. Jahrhunderts letztendlich zu einer weitgehenden Verstaatlichung des Bergbaus und zur Einschränkung eines Teils der bis dahin geltenden Bergprivilegien. In der Mitte des 19. Jahrhunderts wurde der staatliche Bergbau privatisiert und das bis dahin geltenden Direktionsprinzip durch das Inspektionsprinzip ersetzt. Für die Bergleute bedeutete dies nach und nach den Verlust aller Privilegien. Aus dem einstigen stolzen Bergknappen wurde ein einfacher Bergarbeiter. Diese Entwicklung führte zum ersten Bergarbeiterstreik und im weiteren Verlauf des Jahrhunderts zur Gründung der ersten Knappenvereine.

## Die einzelnen Privilegien
Die Bergbauprivilegien wurden von den jeweiligen Landesherren erteilt. Zudem waren in einigen Ländern auch die Fürstbischöfe berechtigt, für den Bergbau in ihren Ländereien Privilegien zu erteilen. Die Bergprivilegien waren unterteilt in Privilegien für die Städte, in denen Bergbau betrieben werden durfte, in Privilegien für die Bergwerksbetreiber und in Privilegien für die Bergleute. Sie galten nicht im ganzen Land, sondern waren auf einen genau beschriebenen Landesteil beschränkt. Im Laufe der Jahre wurden die einzelnen Bergprivilegien erneuert, erweitert und auf andere Bereiche ausgedehnt, später dann auch eingeschränkt.

### Privilegien der Städte
Die Städte, denen die Bergprivilegien verliehen wurden, wurden als Bergstadt bezeichnet. Diese entwickelten sich häufig, bedingt durch den Bergbau, vom Bauerndorf über die Bergmannssiedlung zur Bergstadt. Bergstädte hatten das Recht, auf dem städtischen Territorium Bergwerke und Hüttenbetriebe betreiben zu lassen. Einige Städte, wie beispielsweise die Stadt Kremnitz, erhielten Gebiete im Umland um die Stadt zusätzlich zu den Privilegien geschenkt.

### Privilegien der Bergwerksbesitzer
Die Privilegien der Bergwerksbesitzer erlaubten es dem Privilegierten, sich weitere Teilhaber für das Bergwerk, die Gewerken, zu suchen und diese am Bergwerk anteilmäßig zu beteiligen. Die Bergwerksbesitzer hatten das Privileg, dass sie für bestimmte Bergwerksanteile, die als Freikuxe bezeichnet wurden, im Falle von Verlusten des Bergwerks keine Zubuße bezahlen mussten. Wenn das Bergwerk aber Gewinne abwarf, durften die Bergwerksbesitzer die Gewinne der Freikuxe für sich behalten. Auch den Schichtmeister für ihr Bergwerk konnten sich die Bergwerksbesitzer beim Bergamt frei wählen. Zudem hatten sie eine Holzberechtigung und durften das für ihr Bergwerk erforderliche Holz im nahe gelegenen Wald besorgen. Um die Bergwerke in den Anfangsjahren finanziell zu entlasten, war der Betrieb dieser Bergwerke je nach Bergrevier zwischen einem und zehn Jahren vom Zehnt befreit. Zudem gab es in einigen Bergrevieren bei neu errichteten Berggebäuden für die ersten sechs Jahre neben der Befreiung vom Zehnten auch eine Befreiung vom Quartalgeld und vom Zwanzigsten. Dieser Zeitraum, für den diese Abgabenbefreiung galt, wurde als Freijahre bezeichnet. Ein Privileg war es, dass für den Bergbau und den Hüttenbetrieb vorgesehene Materialien sowie die Bergwerksprodukte steuer- und zollfrei waren. Ein weiteres Privileg war das Schankrecht, welches im Zusammenhang mit der Bergfreiheit verliehen wurde. Letztendlich unterstanden die Bergwerksbetreiber einer eigenen Gerichtsbarkeit, dem Berggericht.

### Privilegien der Bergleute
Eines der ältesten Privilegien der Bergleute war die Erlaubnis zum Tragen von Waffen. Dies lag darin begründet, dass sie stets von Gefahren für Leib und Leben umgeben waren. So waren die Bergwerke oftmals außerhalb der Stadtmauern und in den Wäldern lebten häufig Raubtiere, sodass die Bergleute ohne Waffen schutzlos gewesen wären. Da die Bergwerke häufig in unwirtlichem Gelände lagen, kam es zudem vor, dass die Bergleute sich und ihre Bergwerke vor zwielichtigen Gestalten schützen mussten. Als Waffe diente den Bergleuten die Bergbarte. Aufgrund von Aufständen wurde den Bergleuten das Tragen von Waffen durch Regelungen in den alten Bergordnungen wieder verboten. Zudem waren die Bergleute vom Kriegsdienst befreit, sie durften sich jedoch freiwillig dem Landesherrn für den Kriegsdienst zur Verfügung stellen. In einigen Regionen erhielten sie das Waldweiderecht und durften in bestimmten Bereichen des Waldes ihr eigenes Vieh halten. Sie waren von Frondiensten befreit und erhielten Beihilfen für Bau- und Brennholz. Weitere Privilegien waren das Backen von Brot, das Schlachten von Vieh und das Brauen von Bier. Die Bergleute unterstanden einer eigenen Gerichtsbarkeit, dem Berggericht. Des Weiteren hatten die Bergleute in den Städten freies Geleit und freie Straße, zudem wurde ihnen auch Zollfreiheit auf den Wochenmärkten eingeräumt. Auch waren sie von verschiedenen anderen Abgaben wie z. B. der Personalsteuer und den An- und Abzugsgeldern befreit. Im Laufe der Jahre kamen weitere Privilegien wie z. B. das Gründen einer eigenen Alters-, Krankheits- und Witwenversorgung, zunächst in Form der Büchsenkasse, später in Form der Knappschaft, hinzu.